# Campeonato Mundial de Rugby M19 División A de 1997
El Campeonato Mundial de Rugby M19 de 1997 se disputó en Argentina y fue la vigésima novena edición del torneo en categoría M19.

## Fase de grupos

### Grupo A
| Pos. | Equipo    | Encuentros | Encuentros | Encuentros | Encuentros | Tantos  | Tantos    | Tantos     | Puntos Totales |
| Pos. | Equipo    | jugados    | ganados    | empatados  | perdidos   | a favor | en contra | diferencia | Puntos Totales |
| ---- | --------- | ---------- | ---------- | ---------- | ---------- | ------- | --------- | ---------- | -------------- |
| 1    | Argentina | 2          | 2          | 0          | 0          | 128     | 10        | +118       | 6              |
| 2    | Italia    | 2          | 1          | 0          | 1          | 57      | 61        | -4         | 4              |
| 3    | España    | 2          | 0          | 0          | 2          | 18      | 132       | -114       | 2              |

#### Resultados
| 22 de marzo | Argentina | 82 - 3 | España |  |  |

| 24 de marzo | Italia | 50 - 15 | España |  |  |

| 26 de marzo | Argentina | 46 - 7 | Italia |  |  |

### Grupo B
| Pos. | Equipo   | Encuentros | Encuentros | Encuentros | Encuentros | Tantos  | Tantos    | Tantos     | Puntos Totales |
| Pos. | Equipo   | jugados    | ganados    | empatados  | perdidos   | a favor | en contra | diferencia | Puntos Totales |
| ---- | -------- | ---------- | ---------- | ---------- | ---------- | ------- | --------- | ---------- | -------------- |
| 1    | Irlanda  | 2          | 2          | 0          | 0          | 61      | 28        | +33        | 6              |
| 2    | Escocia  | 2          | 1          | 0          | 1          | 64      | 25        | +39        | 4              |
| 3    | Portugal | 2          | 0          | 0          | 2          | 23      | 95        | -72        | 2              |

#### Resultados
| 22 de marzo | Escocia | 56 - 3 | Portugal |  |  |

| 24 de marzo | Portugal | 20 - 39 | Irlanda |  |  |

| 26 de marzo | Escocia | 8 - 22 | Irlanda |  |  |

### Grupo C
| Pos. | Equipo  | Encuentros | Encuentros | Encuentros | Encuentros | Tantos  | Tantos    | Tantos     | Puntos Totales |
| Pos. | Equipo  | jugados    | ganados    | empatados  | perdidos   | a favor | en contra | diferencia | Puntos Totales |
| ---- | ------- | ---------- | ---------- | ---------- | ---------- | ------- | --------- | ---------- | -------------- |
| 1    | Francia | 2          | 2          | 0          | 0          | 111     | 7         | +104       | 6              |
| 2    | Rumania | 2          | 1          | 0          | 1          | 42      | 64        | -22        | 4              |
| 3    | Uruguay | 2          | 0          | 0          | 2          | 13      | 95        | -82        | 2              |

#### Resultados
| 22 de marzo | Rumania | 35 - 13 | Uruguay |  |  |

| 24 de marzo | Francia | 60 - 0 | Uruguay |  |  |

| 26 de marzo | Francia | 51 - 7 | Rumania |  |  |

### Grupo D
| Pos. | Equipo    | Encuentros | Encuentros | Encuentros | Encuentros | Tantos  | Tantos    | Tantos     | Puntos Totales |
| Pos. | Equipo    | jugados    | ganados    | empatados  | perdidos   | a favor | en contra | diferencia | Puntos Totales |
| ---- | --------- | ---------- | ---------- | ---------- | ---------- | ------- | --------- | ---------- | -------------- |
| 1    | Gales     | 2          | 1          | 1          | 0          | 62      | 16        | +46        | 5              |
| 2    | Sudáfrica | 2          | 1          | 1          | 0          | 62      | 27        | +35        | 5              |
| 3    | Rusia     | 2          | 0          | 0          | 2          | 11      | 82        | -81        | 2              |

#### Resultados
| 22 de marzo | Gales | 46 - 0 | Rusia |  |  |

| 24 de marzo | Sudáfrica | 46 - 11 | Rusia |  |  |

| 26 de marzo | Gales | 16 - 16 | Sudáfrica |  |  |

### Semifinal 9° al 12° puesto
| 28 de marzo | Uruguay | 30 - 10 | Rusia |  |  |

| 28 de marzo | España | 23 - 7 | Portugal |  |  |

### Semifinal 5° al 8° puesto
| 28 de marzo | Sudáfrica | 25 - 15 | Rumania |  |  |

| 28 de marzo | Escocia | 34 - 7 | Italia |  |  |

### Semifinales Campeonato
| 28 de marzo | Argentina | 42 - 0 | Irlanda |  |  |

| 28 de marzo | Francia | 40 - 12 | Gales |  |  |

### 11° puesto
| 30 de marzo | Rusia | 25 - 7 | Portugal |  |  |

### 9° puesto
| 30 de marzo | Uruguay | 14 - 5 | España |  |  |

### 7° puesto
| 30 de marzo | Italia | 36 - 23 | Rumania |  |  |

### Quinto puesto
| 30 de marzo | Sudáfrica | 43 - 11 | Escocia |  |  |

### Tercer puesto
| 30 de marzo | Gales | 30 - 17 | Irlanda |  |  |

### Final
| 30 de marzo | Argentina | 18 - 12 | Francia |  |  |

| Bandera de Argentina |
| Campeón Argentina    |
| Séptimo título       |